# 鸡头村街道
鸡头村街道，是中华人民共和国云南省曲靖市马龙区下辖的一个街道办事处。
2013年10月20日，云南省人民政府批复同意撤销通泉镇，设立通泉街道、鸡头村街道。

## 行政区划
鸡头村街道下辖以下地区：
鸡头村社区、瓦仓村和桃园村。

## 交通
- 沪昆铁路：鸡头村站